# Sylloge Nummorum Graecorum
Sylloge Nummorum Graecorum (cioè Collezione delle monete greche) è un progetto di ricerca della British Academy, nato per pubblicare i cataloghi delle monete greche presenti nelle collezioni sia pubbliche che private della Gran Bretagna.
In questo progetto è stata usata la tradizionale suddivisione numismatica risalente a Joseph Eckhel e quindi sono state considerate come greche le monete delle antiche culture del Mediterraneo e delle altre culture limitrofe, escludendo solo le monete battute sotto il nome di Roma e del suo impero.
Il progetto è stato inaugurato nel 1931 con la pubblicazione della collezione di E.G. Spencer-Churchill.
I cataloghi sono pubblicati su formato in folio e pongono il testo a fronte delle illustrazioni, limitando il testo e dando più ampio spazio alle fotografie, al contrario di quanto si facesse in precedenza. A partire dal 1984 i nuovi cataloghi sono pubblicati prevalentemente in formato A4.
Le stesse modalità sono state adottate da altri paesi, che hanno mantenuto anche lo stesso titolo, e scelte catalogico-critiche simili, coordinati dal Comitato Internazionale di Numsimatica. Volumi della Sylloge sono stati stampati da Australia, Danimarca, Francia, Gran Bretagna, Germania, Grecia, Israele, Italia, Finlandia, Polonia, Slovenia, Stati Uniti, Spagna, Svezia, Svizzera, Turchia, Ungheria. Attualmente nel mondo le Sylloge pubblicate superano i 120 volumi, di cui una trentina nel solo Regno Unito.
In Italia sono state pubblicate le collezioni di Milano (Gabinetto numismatico e medagliere (Castello Sforzesco) già Civiche raccolte archeologiche e numismatiche), di Sassari (Museo nazionale archeologico ed etnografico G. A. Sanna), di Catanzaro (Museo provinciale), Agrigento (Museo archeologico regionale), di Firenze (Museo archeologico nazionale) e di Cremona; in preparazione la collezione di Parma (Museo archeologico nazionale).
Il progetto è stato adottato nel 1972 dalla Union académique internationale ed è coordinato dalla International Numismatic Commission (ora International Numismatic Council).
Lo stesso formato è stato adottato anche per altre serie di monete, come la Sylloge Nummorum Romanorum (SNR) o la Sylloge of Coins of the British Isles (SCBI).